# Aeroportul Internațional Ushuaia – Malvinas Argentinas
Aeroportul Internațional Ushuaia – Malvinas Argentinas (IATA: USH, ICAO: SAWH) este un aeroport din Ushuaia, Ushuaia Department⁠(d), Provincia Tierra del Fuego, Argentina ce deservește zona Ushuaia. Aeroportul a fost tranzitat în decembrie 2022 de 106.505 pasageri. A fost deschis în 27 noiembrie 1995 și numit după zona deservită.
Situat la o altitudine de 22 m, aeroportul dispune de 1 pistă. Este operat de London Supply⁠(d).

## Infrastructură

### Piste
Aeroportul dispune de o singură pistă. Pista 07/25 are suprafața de beton și dimensiunile 2.800 m × 45 m. 